# Куросава Акіра
 Акі́ра Куроса́ва (яп. 黒澤 明, くろさわ あきら; 23 березня 1910 — 6 вересня 1998) — японський сценарист, кінорежисер і продюсер періоду Сьова. Вважається одним з найвпливовіших кінорежисерів за всю історію кіно. Куросава створив 30 фільмів протягом 57 років своєї творчої діяльності. Акіра Куросава по праву вважається класиком японського кіно, чия творчість справила величезний вплив не тільки на національний, а й на світовий кінематограф. Причому за кордоном він завжди користувався більшою популярністю, ніж у себе на батьківщині.

## Життєпис

### Ранні роки
Акіра Куросава народився 23 березня 1910 року в містечку Ой повіту Ебара префектури Токіо. Він був наймолодшим у восьмидітній сім'ї 45-річного Куросави Ісаму та 40-річної Сіми. Батько хлопця, колишній військовий з префектури Акіта, працював у школі вчителем фізкультури і був директором Товариства шкільної фізкультури Японії. Серед трьох братів Акіри найстарший вже виріс, мав власну сім'ю і працював адвокатом. Інший старший брат помер до народження хлопця. Одна з чотирьох сестер була вже одружена, а інша померла від хвороби, коли Акірі було 10 років.
У ранньому дитинстві Акіра Куросава виявив схильність до заняття малярством. Вершиною його досягнень у цій галузі була написана ним картина «Сейбуцу», прийнята на виставку «Ніка-тен» у 1928. Не зумівши поступити до коледжу, Куросава, коли йому було вже за 20 років, вирішив зайнятися кіно, почавши працювати асистентом режисера Кадзіро Ямамото на престижній японській кінофірмі PCL «Фото Кемікал Лабораторіз» (згодом відомій як «Toho Studios»).

### Перші фільми
Через сім років роботи асистентом режисера Куросава вперше дістав можливість взяти участь у створенні фільму більш ґрунтовно — для картини Геній дзюдо 1943 року сценарій він написав сам. Фільм розповідає про розвиток дзюдо в країні наприкінці XIX століття. Потім були ще десять фільмів, в тому числі Найвродливіші 1944 року, Геній дзюдо II 1945 року, П'яний янгол 1948 року та Безпритульний пес 1949. Це була перша спільна робота Куросави з молодим актором Міфуне Тосіро.

### Расьомон
Куросава отримав міжнародну популярність і визнання після виходу 1950 року на екран фільму «Расьомон», знятого в жанрі «дзідайгекі» — фільмів про воїнів феодальної Японії — самураїв за творами Рюноске Акутагави «Ворота Расьомон» з Тосіро Міфуне та Такасі Сімура в головних ролях. Оцінки критиків у всьому світі були більш ніж доброзичливі. Цей фільм, ретельно спланований і наповнений філософським змістом, переносячи глядача у минуле та майбутнє, розповідає про насильство і вбивство у феодальній Японії з чотирьох точок зору. Тріумф фільму на кінофестивалі у Венеції — отриманням Гран-Прі «Золотий Лев» і спеціальна премія Американської академії кіномистецтва «Оскар» 1951 року за найкращий іноземний фільм року оголосили про появу Куросави на міжнародному екрані.

### Ідіот
У 1951 році Куросава знімає другий фільм для японської кіностудії Shochiku (першим був фільм «Скандал»). Фільмом стала однойменна японська кіноадаптація роману Федора Достоєвського «Ідіот». Оригінальна версія фільму повинна була складатися з двох частин і тривати 265 хвилин екранного часу. Фільм повністю знімався у студії (в зв'язку з побажанням режисера). Але після знімання студія вирішила, що фільм занадто довгий і змусила режисера перемонтувати і скоротити його до 166 хвилин.
Пізніше Акіра Куросава говорив про фільм:
З усіх фільмів, які я знімав, частіше за все мені писали про це … … Я хотів зробити «Ідіота» задовго до «Расьомона». З раннього віку я полюбив російську літературу, але я зрозумів, що Достоєвський найкращий, і я довго думав про те, що можна зробити з цієї книги чудовий фільм. Достоєвський все ще залишається моїм улюбленим письменником, і він єдиний, як я вважаю, хто правдиво писав про людське існування.

### Жити
У 1952 році Куросава випускає на екрани філософську драму «Жити». Сюжет оповідав про токійського бюрократа і його останню мету в житті. Фільм був добре прийнятий публікою та критикою і досі залишається одним із найкращих драматичних фільмів в історії. Після закінчення знімання фільм здобув премію — «Золотого вовка» в 1953 році.
Спираючись на колишній успіх фільму, в 2007 році було знято ремейк фільму «Жити». Його показали по телебаченню TV Asahi 9 вересня 2007 року. Дія ремейку була перенесена в 2007 рік, а сюжетна лінія змінена.

### Сім самураїв
Тимчасом як «Расьомон» був пройнятий відчуттям східного містицизму, наступний міжнародний хіт — «Сім самураїв» (1954) свідчив про захоплення кінорежисера західним суспільством та його культурою. Одним з великих досягнень Куросави в 1950-х роках була розробка стилю створення фільмів, що стирають кордон між традиціями східної та західної культур і поєднують елементи високої і популярної культур. Зокрема, джерелом натхнення стала для нього західна література.
Фільм з'явився зокрема тому, що Акіра Куросава дуже хотів спробувати себе в популярному в Японії жанрі «дзідайгекі», причому зробити його одночасно і глибоким за змістом, і захопливим за формою. Спочатку він хотів зробити фільм-притчу про один день життя самурая, простежити всі вчинки героя аж до вечора, коли герой повинен був зробити ритуальне самогубство. Зрештою Куросава не наважився взятися за такий матеріал, вважаючи, що недостатньо добре знає необхідні нюанси. Проте в ході роботи над цим сюжетом він натрапив на випадок, коли селище, що належало одному з убитих феодалів, винайняло декількох ронінів для захисту від розбійників (щиро кажучи, таких же ронінів), і вирішив покласти в основу фільму саме його. Під час підготовки до знімання Куросава написав докладні біографії та опис кожного значного героя фільму — який одяг він носить, як розмовляє, якій їжі віддає перевагу, тощо.

### Я живу в страху
У 1955 році, після приголомшливого успіху останніх фільмів, Куросава знімає антивоєнну драму «Я живу в страху». Сценарій до фільму Куросава писав спільно з Сінобу Хасімото, Хідео Огуні і Фуміо Хаясакою. У головних ролях знялися Такасі Сімура і Міфуне Тосіро, які до цього неодноразово знімалися у Куросави.

### Замок інтриг
Нова картина вийшла 1957 року. Це була історико-філософська драма за мотивами «Макбета» Вільяма Шекспіра, яка отримала назву «Замок інтриг» (у міжнародному прокаті — «Трон у крові»). Куросава задумав фільм за мотивами «Макбета» ще наприкінці 1940-х і планував знімати його після виходу фільму «Расьомон», проте 1948 року вийшов у прокат «Макбет» Орсона Веллса, і Куросава вирішив відкласти постановку на кілька років.
Сюжет фільму не сильно відрізняється від фабули трагедії Шекспіра. Головний герой, Васідзу Такетокі, роль якого виконує Тосіро Міфуне, виступає не таким негативним персонажем, як Макбет, водночас його дружина Асадзі, яку грає Ісудзу Ямада, викликає навіть більше негативних емоцій, ніж леді Макбет.
Художні засоби картини були значною мірою збагачені впливом японської театральної традиції театру но, що відобразилося як у зовнішній стилізації, опрацюванні сцен і характерів, так і в акторській грі. Для занурення в образ головних героїв Куросава попросив Тосіро Міфуне та Ісудзу Ямаду вивчити фотографії масок театру но, що демонструють відповідні архетипи, щоб актори відчули життя цих масок і злилися з ними в своїй грі.

### На дні
Того ж 1957 року, після випуску фільму «Замок інтриг», Куросава зняв однойменну екранізацію п'єси Максима Горького «На дні», дія якої перенесена до Японії епохи Едо. Фільм вийшов на екрани 17 вересня 1957. Заміна реалій царської Росії на реалії феодальної Японії — практично єдина вільність, яку дозволив собі Куросава при переробці п'єси; в іншому фільм майже скрізь дослівно вірний тексту першоджерела. На думку Дональда Річі найпринциповішим нововведенням постановки є режисерське трактування — Куросава поставив фільм не в трагічній, а в набагато іронічнішій інтонації, надавши соціальній драмі сатиричного відтінку.

### Троє негідників у прихованій фортеці
Після екранізації п'єси Горького Куросава пише сценарій і знімає художній фільм «Троє негідників у прихованій фортеці». Фільм став його першою роботою, знятою на широкому форматі ТохоСкоп, який він використовував у кількох наступних фільмах.

### Погані сплять спокійно
У 1960 році на екрани виходить один із найбільш соціально гострих фільмів Куросави — «Погані сплять спокійно». Головну роль юнака, що мстить за смерть свого батька, виконує Тосіро Міфуне. Юнак, Коїті Нісі, прагне помститися за смерть батька, якого змусив до самогубства віце-президент великої земельної компанії. Заради того, щоб посадити у в'язницю співучасників злочину, Нісі використовує чужі документи (Нісі — не його справжнє ім'я), наймається секретарем у ту ж компанію, виходить у довіру до віце-президента Івабуті та сина Івабуті, навіть одружується з його донькою Есіко. Сюжет фільму віддалено нагадує шекспірівського «Гамлета». 25-хвилинний початковий епізод, яка показує весілля на фірмі, вважається однією з найбільш майстерно поставлених типово куросавівських сцен, однак подальший сюжет справляє радше розчарування порівняно з іншими фільмами. Фільм також отримав критичні відгуки через ідею можливості подолання зла індивідуальним героєм, в той час як соціальні проблеми таким чином не розв'язуються, яким би хоробрим та майстерним він не був..

### Тілоохоронець
Дія фільму «Тілоохоронець», знятого Куросавою в 1961 році, відбувається в Японії в середині XIX століття, незадовго до реставрації Мейдзі. У маленькому містечку два бандитських клани тероризують місцевих жителів. Бродяга-самурай (ронін), який представився як Кувабатаке Сандзюро (його грає Тосіро Міфуне), за допомогою меча та інтриги зіштовхує обидві банди й змушує їх знищити одна одну. Спокій у містечку відновлено, і самурай залишає його. Сюжет фільму є адаптацією двох детективних романів Дешила Геммета: «Скляний ключ» (1931; існує однойменна екранізація) та «Криваві жнива» (1929).
Спагеті-вестерн Серджо Леоне 1964 року «За жменю доларів» повторює сюжет «Охоронця». Крім сюжету Леоне запозичив у Куросави багато прийомів зйомки. У результаті судового позову за порушення авторських прав творці ремейку були змушені виплатити Куросаву 100 тис. доларів і 15 % зборів від прокату фільму, а також поступитися правами на прокат у Японії, Південній Кореї і на Тайвані.
Фільм «Герой-одинак» з Брюсом Віллісом у головній ролі також повторює сюжет «Охоронця», але адаптований під гангстерський бойовик часів «сухого закону».

### Відважний Сандзюро
Фільм «Відважний Сандзюро» Акіра Куросава зняв 1962 року. Тосіро Міфуне грає загартованого самурая, який приходить на допомогу гуртові молодих та завзятих, але вкрай наївних та недосвідчених воїнів. Раз по раз упереджуючи та виправляючи їхні помилки, кожна з яких могла б стати для всіх фатальною, головний герой врешті помагає гарячим молодикам здійснити їхній шляхетний, проте вкрай небезпечний задум, а заразом подає їм собою взірець справжнього самурая.

### Екранізації
Куросава захоплювався художньою літературою, і чимало серед його фільмів знята за романами. Так, фільм «Тілоохоронець» 1961 року є екранізацією романа Дешила Геммета «Червоні жнива», фільм «Ідіот» 1951 року знято за однойменним романом Достоєвського, фільм «На дні» 1957 року спирався на п'єсу Горького, трагедії Шекспіра «Макбет» і «Король Лір» послужили поштовхом для створення фільмів про самураїв «Замок інтриг» 1957 року та «Ран» 1985 року.

### Важкі часи
Прославившись на Заході як майстер композиції та розвитку сюжету, Куросава проте не був настільки ж високо шанованим у своїй рідній країні. Найважчий час настав для нього на початку 1970-х років, коли після труднощів із фінансуванням проєктів і провалу фільму «Під стукіт трамвайних коліс» 1970 року він спробував накласти на себе руки. Попри те, що «Під стукіт трамвайних коліс» був першим кольоровим фільмом Куросави, в радянський прокат він вийшов чорно-білим і скороченим на 40 хвилин.

### Дерсу Узала
Фільм Дерсу Узала, знятий 1974 року на студії «Мосфільм» за участю Радянського Союзу, удостоєний головного призу на московському кінофестивалі в 1975 році і премії «Оскар» Академії кінематографічних мистецтв.

### Останні фільми
Надалі нові фільми Куросави виходили з великими перервами, але приймалися дуже добре: «Тінь воїна» (1980) і «Ран» (1985) були ефектними самурайськими епопеями, в той час як в його пізніші твори, «Сни» (1990) і «Серпнева рапсодія» (1991) були фільмами радше особистого характеру.

### Ще ні
1993 року Куросава зняв свій останній фільм — «Ще ні». Фільм переносив глядача в часи Другої світової війни і розповідав про моральну відповідальність та зв'язок поколінь. Сюжет фільму базується на житті японського академіка й письменника Хяккена Утіди (1889—1971) і зав'язаний на відносинах студентів та колишнього вчителя. Учитель, відійшовши від справ, починає писати книжки, але терпить низку невдач, з яких йому допомагають вибратися його колишні студенти, у результаті на честь свого колишнього вчителя всі його учні запровадили традицію щороку відзначати свято «Ще немає» на день народження старого.
Основна заслуга Акіри Куросави полягає в тому, що він зблизив у мистецтві кіноматографічні традиції Сходу та Заходу і залишив після себе унікальну кінематографічну спадщину. 1994 року Куросава був удостоєний премії Кіото.

### Смерть
Куросава помер 6 вересня 1998 від інсульту в токійському районі Сетагая, у віці 88 років.
Останньою роботою Куросави був сценарій до фільму, знятому його учнем і близьким другом Такасі Коїдзумі, «Після дощу». У цьому проєкті Акіра Куросава виступав і як співпродюсер. Фільм знято за мотивами однойменної короткої повісті Сюгоро Ямамото.

## Культурний вплив
Фільми Куросави мали величезний вплив на західне кіно, особливо на істинно американський жанр — вестерн. Наприклад, американський фільм «Чудова сімка» (англ. The Magnificent Seven), в якій знімалися багато зірок світового кіно, був переробкою «Семи самураїв», а перший італійський вестерн Серджо Леоне, створений при співпраці з Клінтом Іствудом, «За жменю доларів» був не тільки зроблений на основі «Тілоохоронця», але часом просто кадр за кадром повторював його. Навіть фільми 1990-х років, що розповідають про період Великої депресії та гангстерів, такі як «Перехрестя Міллера» (Miller `s Crossing) і «Герой-одинак», створені на основі творів Дешила Геммета, часом нагадують про те, що візуальним впливом, структурою і тематикою вони зобов'язані оригінальному фільму японського режисера. 1964 року шедевр Куросави «Расьомон» було взято за основу для голлівудського фільму «Наруга». У пізніші роки життя Куросава дружив з такими американськими кінодіячами, як Мартін Скорсезе, який зіграв Вінсента ван Гога в його фільмі «Сни Акіри Куросави», і Стівен Спілберг.
У 1985 році Андрій Кончаловський зняв фільм «Потяг-утікач» за сценарієм Куросави.

## Фільмографія
| Рік  | Назва                                | Оригінальна назва  | Транслітерація              |
| ---- | ------------------------------------ | ------------------ | --------------------------- |
| 1943 | Суґата Сансіро                       | 姿三四郎           | Суґата Сансіро:             |
| 1944 | Найвродливіші                        | 一番美しく         | Ібан уцукусіку              |
| 1945 | Геній дзюдо II                       | 續姿三四郎         | Дзоку Сугата Сансиро:       |
| 1945 | Чоловіки, що йдуть по сліду тигра    | 虎の尾を踏む男達   | Тора но о о фуму отоко-таті |
| 1946 | Ті, що творять завтрашній день       |                    |                             |
| 1946 | Без скорботи про нашу юність         | わが青春に悔なし   | Вага сейсюн ні куйнасі      |
| 1947 | Одна прекрасна неділя                | 素晴らしき日曜日   | Субарасікі нітійо: бі       |
| 1948 | П'яний янгол                         | 酔いどれ天使       | Йоідоре тенсі               |
| 1949 | Тихий двобій                         | 静かなる決闘       | Сідзуканару кетто:          |
| 1949 | Безпритульний пес                    | 野良犬             | Нора іну                    |
| 1950 | Скандал                              | 醜聞               | Сукяндару                   |
| 1950 | Рашьомон                             | 羅生門             | Расьо: мон                  |
| 1951 | Ідіот                                | 白痴               | Хакуті                      |
| 1952 | Жити                                 | 生きる             | Ікіру                       |
| 1954 | Сім самураїв                         | 七人の侍           | Сітінін но самурай          |
| 1955 | Я живу в страху                      | 生きものの記録     | Ікімоно но кіроку           |
| 1957 | Замок інтриг (Трон у крові)          | 蜘蛛巣城           | Кумо но судзьо:             |
| 1957 | На дні                               | どん底             | Дондзоко                    |
| 1958 | Троє негідників у прихованій фортеці | 隠し砦の三悪人     | Какусі торіде но сан акунін |
| 1960 | Погані сплять спокійно               | 悪い奴ほどよく眠る | Варуй яцу ходо йоку немуру  |
| 1961 | Охоронець                            | 用心棒             | Йо: дзімбо:                 |
| 1962 | Відважний Сандзюро                   | 椿三十郎           | Цубакі Сандзю: ро:          |
| 1963 | Рай та пекло                         | 天国と地獄         | Тенгоку то дзігоку          |
| 1965 | Червона борода                       | 赤ひげ             | Акахіге                     |
| 1970 | Під стукіт трамвайних коліс          | どですかでん       | Додесукаден                 |
| 1975 | Дерсу Узала                          | デルス・ウザーラ   | Дерусу Удза: ра             |
| 1980 | Тінь воїна                           | 影武者             | Кагемуся                    |
| 1985 | Ран                                  | 乱                 | Ran                         |
| 1990 | Сни                                  | 夢                 | Юме                         |
| 1991 | Серпнева рапсодія                    | 八月の狂詩曲       | Хатігацу но рапусоді:       |
| 1993 | Ще ні                                | まあだだよ         | Ма: дадайо                  |

## Нагороди
«Оскар»: найкращий іноземний фільм
1951 : Рашьомон
1975 : Дерсу Узала
 1990 : Почесна премія за особисті досягнення у кіно

BAFTA: найкраща режисура
1980 : Тінь воїна 
 BAFTA Найкращий іноземний фільм
1986 : Ран

«Сезар»: найкращий іноземний фільм 
 1981 : Тінь воїна

Золотий лев — Венеційський кінофестиваль
 1951 : Рашьомон
Золота пальмова гілка — Каннський кінофестиваль
 1980 : Тінь воїна